# NK Sloga Zastražišće
NK Sloga je bivši hrvatski nogometni klub iz Zastražišća na otoku Hvaru. Natjecao se je u Hvarskoj nogometnoj ligi, u sklopu koje je odigrao sve svoje službene ligaške utakmice. Svoje utakmice kao domaćin igrao je u Jelsi.